# Rik Smits
Rik Smits (Eindhoven, 23 agosto 1966) è un ex cestista olandese, che ha giocato per 12 stagioni nella NBA.
Venne soprannominato dai tifosi "The Dunking Dutchman" (l'Olandese Schiacciante), in riferimento al leggendario Olandese Volante (The Flying Dutchman).
È stato un centro tradizionale, alto 2,24 metri e pesante 114 chili. Indossa scarpe taglia 20 (misura americana).

## Carriera cestistica
Nel draft NBA 1988 attirò l'interesse di numerose squadre: nei suoi quattro anni di università a Marist College (dal 1984 al 1988) aveva condotto la sua squadra a traguardi elevati, e nella sua ultima stagione aveva stupito in molti collezionando una media a partita di 24,7 punti, 8,7 rimbalzi, 3,9 stoppate e il 62% al tiro.
Al draft gli Indiana Pacers lo selezionarono spendendo la 2º scelta assoluta. Sin dall'inizio, Smits ricevette un notevole spazio in squadra, con un minutaggio superiore alla mezza partita, anche per via del drammatico infortunio che chiuse prematuramente la carriera di Steve Stipanovich, allora centro titolare dei Pacers. Il ragazzo olandese maturò in breve tempo, e con le medie di 11,7 punti e 6,1 rimbalzi venne scelto per il 1º quintetto rookie. Negli anni successivi si confermò sempre di più una sicurezza per Indiana, che per 4 stagioni consecutive venne eliminata al primo turno della post-season; in particolare, ai play-off del 1993 Rik Smits giocò alla grande, superando i 22 punti a partita.
Nel 1994 per i Pacers avviene la svolta, come grande potenza delle squadre ad est: guidata da un Miller strabordante, la squadra di Indianapolis raggiunse le finali di Conference; agli avversari, i New York Knicks, storici rivali dei Pacers negli anni novanta, occorse vincere gara-7 per aggiudicarsi la serie ed approdare alle Finals. Nel 1995 Smits raggiunge quasi i 18 punti a partita nella stagione regolare; ai play-off, Indiana si riconfermò fra le primissime ad est, battendo per la prima volta i rivali di New York e conquistandosi nuovamente l'accesso per la finale della Eastern Conference; anche stavolta i Pacers vennero liquidati per 4-3, per mano degli Orlando Magic, ed a nulla servirono le importanti medie di 25,5 e 20,1 punti collezionate nella post-season da Reggie Miller e Rik Smits.
Il 1996 fu la stagione più prolifica dell'olandese, che con 18,5 punti a partita registrò il suo massimo in carriera nella regular season, ma per la squadra fu però una stagione non felicissima, proprio come quella successiva. Nel 1998 tornarono invece al successo i Pacers, che trascinati da un Miller indemoniato raggiungono ancora una volta la vetta delle Finali ad est, ed ancora una volta vengono sconfitti in 7 partite dai Chicago Bulls. Nel 1998 Smits partecipò all'unico All-Star Game della sua carriera, concludendo la partita delle stelle con 10 punti e 7 rimbalzi, oltre ad una meravigliosa presenza fra gli highlights della serata con uno spettacolare assist da dietro la schiena. Ancora nel 1999 i Pacers vennero sconfitti nella finale della Eastern Conference, per 4-2 dai soliti New York Knicks.

### La finale NBA
Il 2000 si apprestava ad essere l'ultima stagione per Smits. I Pacers quell'anno chiusero la stagione con uno dei migliori record della loro storia (56 vinte-26 perse); ai play-off il loro cammino non si fermò neanche di fronte ai Knicks, che sconfissero 4-2 nelle finali dell'Est, raggiungendo per la prima ed unica volta nella storia della franchigia le Finals NBA. La squadra campione ad Ovest erano i Los Angeles Lakers, allora decisamente la formazione più forte della lega. Smits si trovò faccia a faccia contro Shaquille O'Neal, che attraversava in quel periodo il miglior stato di forma della sua carriera, ma nonostante ciò l'olandese non sfigurò. La serie, apparentemente fuori discussione a favore dei californiani, si rivelò più combattuta del previsto, anche grazie ad alcune eccellenti prestazioni di Reggie Miller e di Jalen Rose. I Pacers alla fine si arresero, dopo aver impegnato i Lakers per ben 6 partite.
Si ritirò in quella estate 2000, dopo 867 partite disputate con 14,8 punti e 6,1 rimbalzi per partita.

### Nazionale
Ha militato per un biennio nelle file della Nazionale olandese, con la cui maglia ha disputato:
- 1986 - Mondiale in Spagna, concluso al 13º posto, a tutt'oggi unica partecipazione della nazionale olandese alla manifestazione.
- 1987 - Europeo in Grecia, concluso al 10º posto.

## Statistiche

### College
| Anno      | Squadra          | PG  | PT | MP   | TC%  | 3P% | TL%  | RP  | AP  | PRP | SP  | PP   |
| --------- | ---------------- | --- | -- | ---- | ---- | --- | ---- | --- | --- | --- | --- | ---- |
| 1984-1985 | Marist Red Foxes | 29  | 21 | 26,8 | 56,7 | -   | 57,7 | 5,6 | 0,2 | 0,3 | 2,6 | 11,2 |
| 1985-1986 | Marist Red Foxes | 30  | -  | 29,0 | 62,2 | -   | 68,1 | 8,1 | 0,3 | 0,3 | 2,7 | 17,7 |
| 1986-1987 | Marist Red Foxes | 21  | -  | 30,2 | 60,9 | -   | 72,2 | 8,1 | 0,8 | 0,6 | 4,0 | 20,1 |
| 1987-1988 | Marist Red Foxes | 27  | 27 | 31,9 | 62,3 | 0,0 | 73,5 | 8,7 | 0,6 | 0,3 | 3,9 | 24,7 |
| Carriera  | Carriera         | 107 | 48 | 29,4 | 60,9 | 0,0 | 69,3 | 7,6 | 0,4 | 0,4 | 3,2 | 18,2 |

### NBA

#### Regular season
| Anno      | Squadra        | PG  | PT  | MP   | TC%  | 3P%  | TL%  | RP  | AP  | PRP | SP  | PP   |
| --------- | -------------- | --- | --- | ---- | ---- | ---- | ---- | --- | --- | --- | --- | ---- |
| 1988-1989 | Indiana Pacers | 82  | 71  | 24,9 | 51,7 | 0,0  | 72,2 | 6,1 | 0,9 | 0,5 | 1,8 | 11,7 |
| 1989-1990 | Indiana Pacers | 82  | 82  | 29,3 | 53,3 | 0,0  | 81,1 | 6,2 | 1,7 | 0,5 | 2,1 | 15,5 |
| 1990-1991 | Indiana Pacers | 76  | 38  | 22,2 | 48,5 | -    | 76,2 | 4,7 | 1,1 | 0,3 | 1,5 | 10,9 |
| 1991-1992 | Indiana Pacers | 74  | 55  | 23,9 | 51,0 | 0,0  | 78,8 | 5,6 | 1,6 | 0,4 | 1,4 | 13,8 |
| 1992-1993 | Indiana Pacers | 81  | 81  | 25,6 | 48,6 | -    | 73,2 | 5,3 | 1,5 | 0,3 | 0,9 | 14,3 |
| 1993-1994 | Indiana Pacers | 78  | 75  | 27,1 | 53,4 | 0,0  | 79,3 | 6,2 | 2,0 | 0,6 | 1,1 | 15,7 |
| 1994-1995 | Indiana Pacers | 78  | 78  | 30,5 | 52,6 | 0,0  | 75,3 | 7,7 | 1,4 | 0,5 | 1,0 | 17,9 |
| 1995-1996 | Indiana Pacers | 63  | 63  | 30,2 | 52,1 | 20,0 | 78,8 | 6,9 | 1,7 | 0,3 | 0,7 | 18,5 |
| 1996-1997 | Indiana Pacers | 52  | 52  | 29,2 | 48,6 | 25,0 | 79,7 | 6,9 | 1,3 | 0,4 | 1,1 | 17,1 |
| 1997-1998 | Indiana Pacers | 73  | 69  | 28,6 | 49,5 | 0,0  | 78,3 | 6,9 | 1,4 | 0,5 | 1,2 | 16,7 |
| 1998-1999 | Indiana Pacers | 49  | 49  | 25,9 | 49,0 | 0,0  | 81,8 | 5,6 | 1,1 | 0,4 | 1,1 | 14,9 |
| 1999-2000 | Indiana Pacers | 79  | 79  | 23,4 | 48,4 | 0,0  | 73,9 | 5,1 | 1,1 | 0,3 | 1,3 | 12,9 |
| Carriera  | Carriera       | 867 | 792 | 26,6 | 50,7 | 11,5 | 77,3 | 6,1 | 1,4 | 0,4 | 1,3 | 14,8 |

#### Play-off
| Anno     | Squadra        | PG  | PT | MP   | TC%  | 3P%  | TL%  | RP  | AP  | PRP | SP  | PP   |
| -------- | -------------- | --- | -- | ---- | ---- | ---- | ---- | --- | --- | --- | --- | ---- |
| 1990     | Indiana Pacers | 3   | 3  | 32,0 | 50,0 | -    | 81,8 | 5,3 | 1,0 | 0,7 | 1,3 | 12,3 |
| 1991     | Indiana Pacers | 5   | 0  | 17,6 | 56,8 | -    | 87,5 | 3,6 | 0,4 | 0,2 | 1,4 | 9,8  |
| 1992     | Indiana Pacers | 3   | 1  | 9,3  | 36,4 | -    | 100  | 2,0 | 0,0 | 0,7 | 0,3 | 3,3  |
| 1993     | Indiana Pacers | 4   | 4  | 35,8 | 57,8 | 0,0  | 72,7 | 8,0 | 1,8 | 1,3 | 1,0 | 22,5 |
| 1994     | Indiana Pacers | 16  | 16 | 28,1 | 47,2 | -    | 80,6 | 5,3 | 1,9 | 0,6 | 0,6 | 16,0 |
| 1995     | Indiana Pacers | 17  | 17 | 32,1 | 54,7 | 100  | 80,4 | 7,0 | 2,0 | 0,3 | 0,8 | 20,1 |
| 1996     | Indiana Pacers | 5   | 5  | 33,2 | 54,5 | -    | 78,6 | 7,4 | 1,6 | 0,4 | 0,4 | 19,0 |
| 1998     | Indiana Pacers | 16  | 16 | 29,8 | 50,2 | 0,0  | 85,9 | 5,3 | 1,3 | 0,5 | 0,9 | 16,6 |
| 1999     | Indiana Pacers | 13  | 13 | 22,5 | 45,6 | -    | 95,0 | 5,0 | 0,7 | 0,5 | 1,2 | 11,8 |
| 2000     | Indiana Pacers | 22  | 21 | 21,0 | 49,8 | 0,0  | 87,5 | 3,5 | 1,0 | 0,5 | 0,9 | 11,0 |
| Carriera | Carriera       | 104 | 96 | 26,4 | 50,7 | 25,0 | 82,9 | 5,2 | 1,3 | 0,5 | 0,9 | 14,8 |

## Palmarès
- NBA All-Rookie First Team (1989)
- NBA All-Star (1998)